# 監査廊

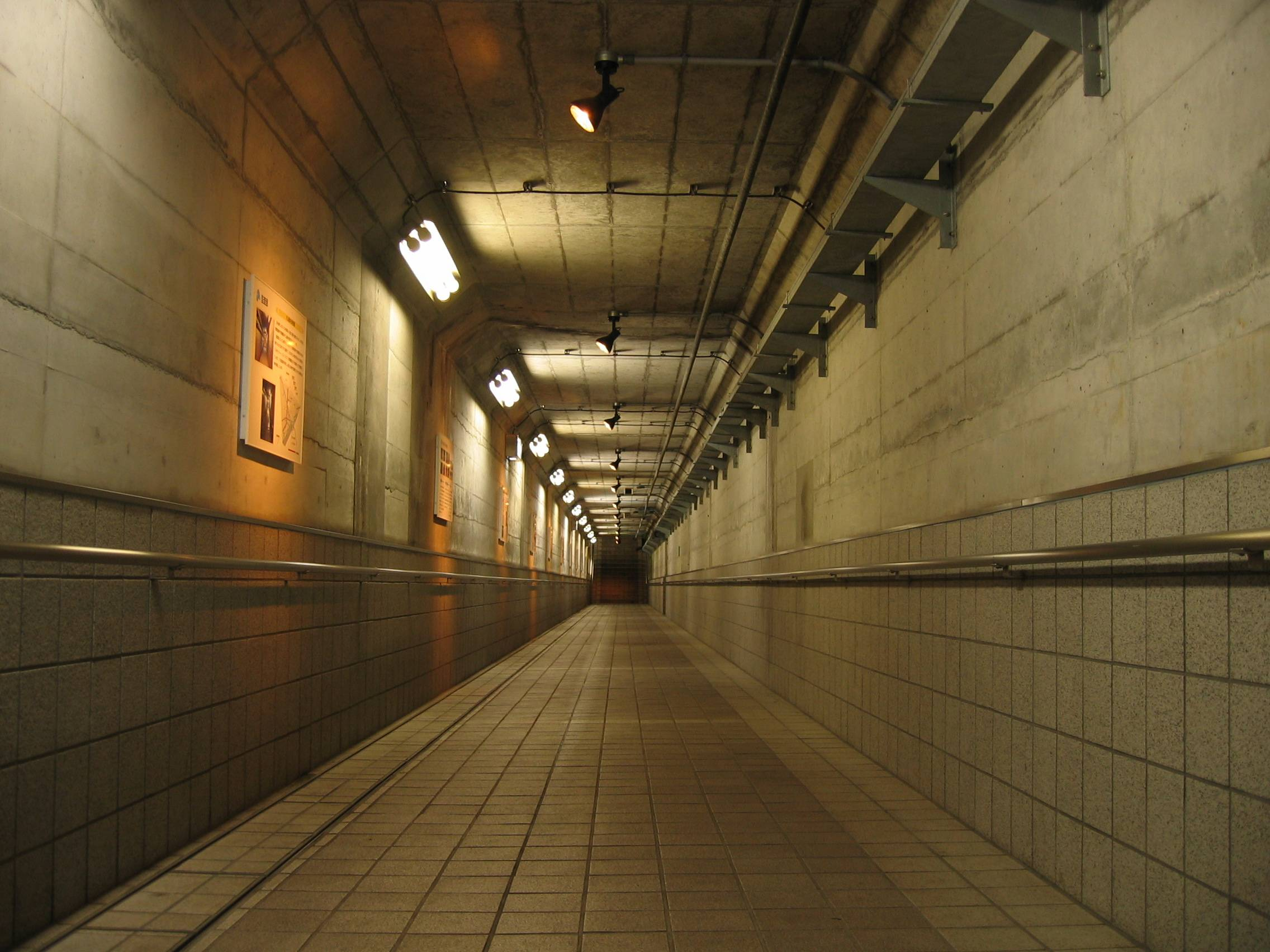
宮ヶ瀬ダムの監査廊（一般開放部分）

監査廊（かんさろう）は、ダムの堤体内部に備わる管理用の通路であり、監査（検査、点検、測定）やゲート操作、排水、グラウト作業などに用いられる。トンネル（地下道）の形状となる。ギャラリーや通廊（つうろう）、"inspection gallery"とも呼ばれる。

## 概要
ロックフィルダムの場合には、ダムの建設時にグラウチングの施工にも利用されるが、一般的なコンクリートダムの場合には、完成後の堤体の健全性を把握、管理するために行う漏水量などのデータ収集の場となる。トンネルの内部は、堤体観測用の機器やケーブルなどが連なる単調で殺風景な景色であるが、近年は土木施設への理解を求めるために希望者に開放するダム（例:大町ダム）も見受けられるようになった。

## 位置
コンクリートダムの場合、基礎地盤から数m上部に設置されるが、ロックフィルダムの場合、基礎地盤を堀込んで設置される。これは耐震性を考慮するためのもので、地震時に堤体（コア材）とトンネル（コンクリート）の挙動が別々なものになることから、堤体への影響を避けるためにあえて地下へ堀込んで設置するものである。

## 構造
現場打設の鉄筋コンクリートであることが一般的だが、近年はプレキャスト構造のものも出現している。トンネルの断面は馬蹄形または矩形。トンネルの規模が大きくなると、袖部の階段移動や水平方向の移動に時間が掛かるため、懸垂式の乗用モノレールを設置する例がある。